# حياتي ككلب إينوكاي سان

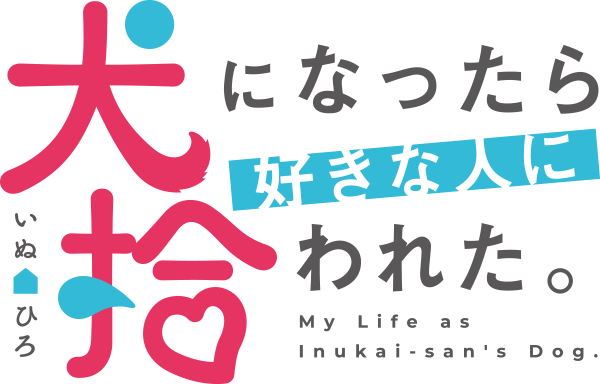
شعار سلسلة الأنمي Inu ni Nattara Suki na Hito ni Hirowareta (بالعربية: عندما أصبحت كلبًا، التقطتني من أحب).

حياتي ككلب إينوكاي سان هي سلسلة مانغا إلكتورنية يابانية، كانت تصدر في مجلة تابعة لشركة كودانشا في الفترة من أغسطس 2020 حتى مارس 2022 ومن المقرر عمل أنمي مقتبس من المانغا سيعرض في يناير 2023.

## القصة
تتركز القصة على بطل الرواية الذي يستيقظ فجأة ذات يوم ليكتشف أنه تحول إلى الكلب الأليف لزميلته الجميلة الجميلة كارين إينوكاي بينما كارين باردة وليس لديها أي تعابير في المدرسة، في المنزل تحب كلبها الأليف وتعتني به كثيرا.